# The Adventures of Super Mario Bros. 3
The Adventures of Super Mario Bros. 3 (conocida como Las aventuras de los hermanos Súper Mario en España y Las aventuras de los Súper Hermanos Mario en Hispanoamérica) es una serie de animación estadounidense/japonesa basada en el videojuego de Super Mario Bros. 3. Es la segunda serie animada basada en la franquicia de Mario de Nintendo. Fue transmitida por la NBC, como parte de Captain N: The Game Master, del 8 de septiembre al 1 de diciembre de 1990.

## Formato
La caricatura muestra a Mario, Luigi, la Princesa Peach, Toad y la lucha contra Bowser y los Koopalings en su nave calamidad, cuyos nombres difieren de sus nombres originales en el juego de vídeo. En el programa, se llaman:
- Trampas Koopa (Larry) - Un diminuto Koopa, sin embargo, un intrigante, puro hasta la médula y no puede pronunciar la p y suena como f.
- Bocota Koopa (Morton), llamado Bocota en el doblaje para Hispanoamérica- tenía una tendencia a constantemente de hablar sobre cualquier y todas las situaciones.
- Kootie Pie Koopa (Wendy) - la única mujer y una niña malcriada.
- Hop Koopa (Iggy) - el más joven de los gemelos, amaba meterse en problemas.
- Bravucón Koopa (Roy) - lucía un par constante de gafas de sol, y era básicamente el matón del grupo por su nombre.
- Hip Koopa (Lemmy) - el primer gemelo, básicamente propenso al mal como su hermano gemelo hop.
- Chiflis Von Koopa (Ludwig von Koopa), llamado Chiflis en el doblaje para Hispanoamérica e Insólito en el doblaje español- Aparentemente, el mayor de los hijos, y había algo de un personaje científico loco, y se deleitaba en la creación de invenciones para que el Rey Koopa pueda tratar de connquistar el Reino Champiñón y es el mayor de los niños Koopa.

Ninguna explicación oficial fue dado nunca al cambio de nombre. Mientras que su razón es disputada entre los aficionados, la mayoría de acuerdo en que la explicación más probable es que la DIC, la empresa que hizo el programa, no tienen acceso a sus nombres reales durante la producción del espectáculo, ya que estaban utilizando la versión japonesa de Super Mario Bros. 3 como referencia. En el juego, los niños Koopa no fueron originalmente llamados así (por lo general se denomina simplemente como "Koopa niño" o "Koopa poco") hasta que fue traída en los EE.UU. para la localización en inglés, poco antes de que The Adventures of Super Mario Bros. 3, saliera del aire. Dada la enorme cantidad de tiempo que toma para animar un dibujo animado, sería muy difícil hacer los dibujos animados en un tiempo tan corto, que necesitaban más de un año. Para dar cabida a esto, el hecho-se han añadido los nombres en su lugar, cada instalación de su personalidad o de una obra de teatro en el sonido. Al ver la caricatura, parece que DiC nunca fue informado de los add-on. Curiosamente, se añadieron los nombres de la versión americana del juego (Chiflis Von Koopa o se refiera a Rey Koopa como "Bowser"), que puede haber sido un último intento de hacer que los dibujos animados se sientieran más como la versión de EE.UU. del juego. DiC probablemente mantuvo los nombres de mostrar para evitar la confusión entre los espectadores y para evitar la gran cantidad de los gastos de re-animar el show completo para dar cabida a esto. 
Al igual que The Super Mario Bros. Super Show!, la animación fue hecha por Sei Young Animation Co., Ltd, sin embargo, esta serie fue coproducido por Reteitalia SPA, por lo tanto, las ligeras diferencias en el diseño de personajes. 
Dado que el programa estaba basado en Super Mario Bros. 3, los enemigos y potenciadores se observa también en el programa. Además de ser más fiel al juego Super Mario, la serie se le dio un sentido establecido de la continuidad, algo que la serie anterior carecía. El espectáculo fue también conocida por tener muchos de sus episodios establecidos en "el mundo real", los seres humanos aparecen de vez en cuando. Los episodios se llevaron a cabo en lugares como Londres, París, Venecia, Nueva York, Cabo Cañaveral, Los Ángeles, e incluso Washington D. C. Un memorable episodio, titulado "7 continentes para 7 Koopas" fue acerca de los siete Koopalings invadiendo cada uno de los siete continentes. 
Esta caricatura fue demostrada en la hora de duración, Captain N and The Adventures of Super Mario Bros. 3, bloque de programación junto con la segunda temporada de Captain N: The Game Master. Todas las transmisiones más de la serie separaba la de Captain N.

## Doblaje
| Personaje            | Actor de voz        | Actor de voz                  | Actor de voz        | Actor de voz       |
| Personaje            | Inglés              | Latino                        | Latino              | Español            |
| Personaje            | Inglés              | Bandera de Estados Unidos     | Bandera de México   | Español            |
| -------------------- | ------------------- | ----------------------------- | ------------------- | ------------------ |
| Mario                | Walker Boone        | Víctor Mares                  | Bernardo Ezeta      | J. Ignacio Latorre |
| Luigi                | Tony Rosato         | Manuel Cabral                 | Ricardo Hill        | Juan Miguel Díez   |
| Princesa Peach       | Tracey Moore        | Rocío Robledo                 | Dulce María Romay   | Pilar Santigosa    |
| Toad                 | John Stocker        | Carlos Carrillo               | Dulce María Romay   | Pilar Santigosa    |
| Toad                 | John Stocker        | ¿? (ep. "Colores Verdaderos") | Dulce María Romay   | Pilar Santigosa    |
| Bowser               | Harvey Atkin        | Jesús Brock                   | José Luis Castañeda | Vicente Gil        |
| Larry Koopa          | James Rankin        | Víctor Mares                  | Rosanelda Aguirre   | Desconocido        |
| Roy Koopa            | Dan Hennessey       | Manuel Cabral                 | ¿?                  | Ángel del Río      |
| Morton Koopa Jr.     | Gordon Masten       | Carlos Carrillo               | Sergio Barrios      | Sergio Mesa        |
| Wendy O. Koopa       | Tabitha St. Germain | Rocío Gallegos                | Dulce María Romay   | Lidia Camino       |
| Iggy Koopa           | Tara Strong         | Rocío Gallegos                | ¿?                  | Desconocido        |
| Lemmy Koopa          | Stuart Stone        | Rocío Robledo                 | ¿?                  | Desconocido        |
| Ludwig von Koopa     | Michael Stark       | Jesús Brock                   | Rhual Rogers        | Desconocido        |
| Narración e insertos | Ernie Anderson      | Jesús Brock                   | Gabriel Pingarrón   | Desconocido        |

## Emisión Internacional

### Televisión
- Canal 9
- Telefe
- Ciudad Magazine
- Tateti
- RTVA
- Bolivision
- Red UNO
- Unitel
- RTP Bolivia
- Rede Globo
- Rede Brasil
- CBC
- Megavisión (1993)
- Canal 13 (1999)
- Etc TV
- Tateti
- Cubavision, Telerebelde, America TeVe
- Tacho Pistacho
- Teletica
- Telesistema, Coral 39, Antena Latina
- Ecuador TV, Red Telesistema, Teleamazonas, Telerama
- TCS Canal 6
- NBC, USA Network, PAX Network
- Saeta TV Canal 10
- Monte Carlo TV
- Teledoce
- Antena 3, La 1, KidsCo
- TVGE
- Guatevision,  Canal Antigua
- Telecadena 7 y 4, TEN Canal 10
- NHK
- KBS
- ZAZ, Multimedios Televisión, Mexiquense TV
- Telenica, Canal 13
- NEXtv, RPC
- Canal 13, SNT, Unicanal
- KCTV, Nickelodeon
- Panamericana Televisión, Frecuencia Latina
- Nickelodeon
- Boing
- Cantex
- Disney Channel, Uzbekistan TV
- Televen, RCTV

### Streaming
Actualmente, la serie está en YouTube, con episodios completos con distintos doblajes en español.
También en Estados Unidos llegó a Paramount+, Pluto TV, Amazon Prime Video, Amazon Freevee y Sling TV solo a Estados Unidos

## Créditos de la serie
Escritores:
- Martha Moran (5 episodios)
- Doug Booth (4 episodios)
- Matt Uitz (3 episodios)
- Perry Martin (3 episodios)
- Bruce Shelly (2 episodios)
- Phil Harnage (2 episodios)
- Reed Shelly (2 episodios)
- Rowby Goren (2 episodios)
- Sean Roche (2 episodios)
- David Ehrman (1 episodio)
- Heidi Holicker (1 episodio)
- Lee Schneider (1 episodio)
- Michael Maurer (1 episodio)
- Rick Holicker (1 episodio)
- Steve Fischer (1 episodio)
- Steve Hayes (1 episodio)
- Ted Pedersen (1 episodio)